# Geer Van Velde
Gerardus van Velde, dit Geer van Velde (Lisse, Pays-Bas, 5 avril 1898 — Cachan, France, 5 mars 1977), est un peintre néerlandais.

## Biographie

### Années de jeunesse
Né dans une petite ville des Pays-Bas, Lisse, près de Leyde, Geer van Velde est le second fils de Willem Adriaan van Velde, alors patron d'une petite affaire de transport fluvial de bois de chauffage et de charbon sur le Rhin et de Hendrika Catharina von der Voorst, fille illégitime d'un comte. La famille comptera quatre enfants (Neeltje, née 24 janvier 1892; Bram, né le 19 octobre 1895; Geer; Jacoba, qui sera écrivain née le 10 mai 1903) et sera vite abandonnée par le père après la faillite de son commerce, laissant dans une grande misère les enfants et la mère qui « s'usera en lessives pour survivre ». Déménageant beaucoup, ils finissent par s'installer à La Haye en 1903. À l'âge de douze ans, en 1910, Geer devient apprenti décorateur dans la firme Schaijk & Kramers où Eduard H. Kramers l'encourage à développer son intérêt pour la peinture, comme il l'a déjà fait pour Bram. L'expérience chez Kramers est enrichissante. Travailler la texture comme apprenti décorateur, puis affronter le carnet à dessins ou les premières toiles permet le meilleur enseignement au rapport matière, couleur, surface. Geer fait son service militaire dans la Croix-Rouge, puis entreprend le tour des Flandres à pied en peignant des enseignes pour gagner sa vie et en profite pour peindre sur le motif. Ce sera là la seule école artistique de cet autodidacte. 
Le pays qu'il traverse est alors une succession de plaines et de villages. Les Van de Velde du XVIIe siècle nous les ont fidèlement restitués et, en trois siècles, ils n'ont guère changé alors qu'aujourd'hui, ils ont complètement disparu sous l'essor de l'industrialisation. Geer a-t-il vu ces œuvres? Sans doute. Au Stedelijk Museum de Leyde, au musée municipal de La Haye et au musée Mesdag de La Haye. Ces tableaux, et particulièrement ceux d'Hendrik Willem Mesdag (vers 1880) nous dévoilent des brassées de ciels, des horizons infinis et une palette de couleurs toute en nuances. Très novatrice pour un temps leur préférant encore les traditions de la peinture exotique ou celles de la mise en valeur des faits militaires, cette vision marque profondément Geer. Et puis il y a Van Gogh, le prédécesseur; celui qui, le premier, a su saisir le chatoiement surgissant des dunes, ces ocres, ces gris, ces rouges émiettés qui transforment le morne et répétitif paysage en « espace fictif ». Les premiers dessins ou aquarelles de Geer van Velde où la structure d'une église ou d'une maison échappe à sa lourdeur par un savant travail mêlant le plein et le vide et noyant l'ensemble sous des harmonies d'un grand coloriste, contient cet héritage. Et même s'il le reniera un temps, Geer finira par lui rendre hommage et lorsque le peintre aura trouvé son propre chemin, il ne cessera de retourner vers ce pays âpre et douloureux—à son image.

### Paris, Cagnes-sur-Mer
En 1925, Geer rejoint à Paris son frère aîné pour visiter l'Exposition des Arts Décoratifs et décide de se consacrer à la peinture. Jacoba le suivra peu après. En 1926, les deux frères élisent domicile au 2, sentier des Voisins à Bellevue. Ils font la connaissance de Tjerk Bottema, peintre satiriste néerlandais comme eux, qui s'illustrera plus tard dans la caricature anti-nazie. En 1933, il épouse Elisabeth Jokl qu'il avait rencontrée à Montparnasse et s'installe avec elle au 74, rue de la Glacière dans le XIIIe arrondissement. Montparnasse a été le temps de la frivolité et de la bohème en dépit de la misère rampante. Les deux frères ont partagé là des chambres d'hôtel sans toujours pouvoir les payer et fréquenté des cafés où, se souvient Jacoba, « on raflait parfois les pourboires des clients aisés ». Entre 1929 et 1932, Geer visite le sud de la France, prépare une exposition personnelle qu'il ne peut assurer faute d'argent et fait un aller-retour La Haye-Paris. Il faut pourtant franchir le pas. Il faut s'offrir au regard des autres. Bram et Geer, qui n'ont pas encore tranché dans leur démarche artistique personnelle, exposent alors trois fois (1928, 1929 et 1930) au Salon des indépendants. Les critiques qui les remarquent sont à compter sur le doigt d'une main.
En 1937, Geer van Velde fait la connaissance de Samuel Beckett, de dix ans son cadet. L'écrivain irlandais est encore un inconnu, mais l'homme porte en lui ce pouvoir de cristallisation qui génère les œuvres fortes, en allant directement à l'essentiel, ce que Geer cherche également en lui-même, et tous deux partagent une interrogation sur l'homme et son temps. Ils seront amis, même si cette amitié passera par certains antagonismes. En 1938, grâce à Beckett, le peintre expose quarante-cinq toiles chez Guggenheim Jeune à Londres, alors sous la direction de Peggy Guggenheim. Certaines sont encore des Compositions issues de son cheminement aux côtés de Jacques Villon tandis que d'autres, comme Éclairs à l'horizon, L'imprévu, Silence ou, encore, Méditation se confrontent déjà au questionnement existentiel. Comment, en fait, s'emparer du réel sans s'y enfermer? Comment appréhender l'individu qui ne serait rien sans l'univers qui l'entoure? Ces interrogations demeurent pour le moment suspendues: l'exposition est un échec cuisant et Geer quitte Paris pour s'installer à Cagnes-sur-Mer où il demeurera jusqu'en 1944. Se liant d'amitié avec Pierre Bonnard, il fera là de nombreux dessins et peindra des figures féminines en dialogue avec les objets du quotidien: des rideaux, un guéridon, une plante... En 1942, il expose à Nice. Geer est heureux, et pourtant craint ce temps suspendu, sollicitation à la facilité. Mais en fait, le peintre vient d'opérer là une quasi-rupture avec son mode d’expression précédent.

### Cachan
Dans les derniers mois de 1944, le peintre quitte le midi pour s'installer à Cachan, dans une petite maison construite pour Tjerk Bottema, mort en 1940. Ce sera son définitif point d'ancrage, l'Atelier d'où sortiront toutes les œuvres à venir. Il participe aux principaux salons et manifestations culturelles internationales, comme au Salon de Mai et au Salon des réalités nouvelles de Paris. 
Après-guerre, Geer van Velde fait plusieurs voyages en Hollande qui lui permettent de retrouver la lumineuse rigueur de son pays comme de se familiariser avec l'œuvre de Piet Mondrian, décédé en 1944, dont l'œuvre est pour la première fois présentée en rétrospective au Stedelijk Museum d'Amsterdam en 1946. La même année, il expose chez Aimé Maeght une quarantaine de toiles issues de son travail dans le midi. L'accueil de la critique est plus que réservé, mais cela ne déstabilise guère l'artiste qui continue son dialogue intérieur et collaborera deux fois encore avec la galerie (1948 et 1952). En 1947, quelques-unes de ses toiles sont exposées au Palais des Papes lors du premier Festival d'Avignon. En 1948, il expose avec son frère à la Kootz Gallery de New York. L'artiste se lie avec le critique d'art et écrivain Michel Seuphor, grand défenseur de Mondrian en France. Cette rencontre est fertile en réflexions sur l'abstraction. Par ailleurs, à l'époque où les articles sont encore rares, Seuphor rend compte du travail de Geer van Velde dans le catalogue de l'exposition De Matisse à Miró chez Pierre-André Benoit en 1948.
À l'occasion de la première Biennale de Menton, en 1951, Geer van Velde reçoit le Premier Prix de la ville en tant que peintre étranger. De 1952 à 1962, l'artiste va voyager et exposer à l'étranger, des Pays-Bas à la Suède en passant par la Suisse, l'Allemagne et l'Italie, le plus souvent dans des manifestations collectives autour de la Nouvelle École de Paris. En 1963, il est au Brésil pour deux expositions personnelles: à la Biennale de São Paulo et à Rio de Janeiro. Après un voyage en Irlande, il expose seul au Musée Galliéra de Paris puis à Cagnes-sur-Mer et Amsterdam. Ses voyages l'emmènent en Grèce, en Algérie et à Jérusalem, terres de soleil du sud. En 1973, la Biennale de Cachan s'ouvre sur un hommage à Geer et à Braque et, en 1976, il participe, au musée des arts décoratifs de Paris, à la rétrospective des activités des Pierlot au château de Ratilly.
Geer van Velde, solitaire peu bavard qui aimait animer le silence par la musique de Webern meurt à Cachan, le 5 mars 1977.

## L'œuvre

### Influences
Inévitablement, les frères inséparables dans la vie vont se séparer dans l'art. Bram, écorché vif, part d'emblée à la conquête de la couleur, tord les formes, se dévoile instinctif, réactif et pulsionnel alors que Geer, qui ne regardera l'expressionnisme que de très loin, se montre plus réfléchi et plus analytique sans jamais être cérébral. L'expression de la couleur, chez lui, ne reflète pas un déchirement existentiel comme il en sera pour son frère. « Geer était armé et Bram désarmé », rappelle Jacoba. « Et Geer a toujours défendu Bram. » Mais cet apparent apaisement reflète un caractère anxieux même s'il sait le dompter. On peut lire, dans le London Gallery Bulletin de 1938, à la veille du grand chaos mondial, que « le monde de Geer van Velde, comme le nôtre, est de plusieurs degrés davantage in extrémis, plus désespéré, plus en guerre avec lui-même. (...) Le résultat est souvent alarmant dans son évocation de démons luttant pour surmonter leur humaine destinée. » Et ce critique de noter aussi que, chez Geer van Velde, « la source du désir est déjà morte parce que la vie a été vécue généreusement. À sa place, il n'y a qu'une éternelle nostalgie, une sorte d'harmonie diffuse et désincarnée plus proche de la philosophie chinoise que de celle de l'Occident. » Lumineuse lecture du travail d'un peintre qui aimait volontiers se définir à travers la pensée de Lao Tseu.
S'il se sent proche, un temps, du courant cubiste de la Section d'or, c'est pour en « opérer une réduction de l'espace qui le mène vers la planéité du support. » S'il emprunte à Van Gogh les tourbillons d'un Paysage de 1928, il tempère par petites touches tout ce qui pourrait l'entraîner dans l'excès. Le Fauvisme n'est pas pour lui, même si ses premières œuvres y puiseront un éclat certain. Si Chagall, Bonnard ou Matisse l'inspirent par leur éventail de couleurs, il assagit tout élan, équilibre les notes chaudes et les froides, se montrant déjà maître de lui-même. Ainsi voit-on dans la toile Palette et Pinceaux qui semble encore résonner de couleurs franches, jaune d’or et vermillon, un travail déjà tout en nuances, que masque une fausse désinvolture. Geer inscrit là une liberté contenue ignorant toute crispation, toute afféterie. « On pourrait avancer », note Bram Hammacher (nl), « que Geer van Velde (se trouve) à mi-chemin entre maintenir et lâcher-prise. » De fait, si l'artiste est confronté aux héritages comme aux courants et maîtres de cette fin des années 1920, il s'en détache soigneusement, demeurant totalement étranger au Surréalisme et n'ayant strictement rien à voir avec la grande expression dynamique d'un Picasso qui, pourtant, le reconnaîtra comme un peintre majeur. « Van Velde n'étant ni un précurseur, ni un sympathisant, ni un suiveur », écrit encore Hammacher, « prend conscience subjectivement des objets et de l'entourage. Comme un poète de son moi profond. »

### Affirmation
L'œuvre de Geer van Velde évolue au gré des événements et des lieux. Après l'échec de l'exposition londonienne de 1938, il cherche, sous le soleil du midi, à intégrer et dépasser la forme: « Voir la réalité et l'abstraction en complément l'un de l'autre », disait à la fin des années 1920 son ami Ismaël de la Serna. C'est l'époque de la double paternité de Bonnard et de Villon, de l'importance de la sculpture dans son interrogation du réel—le long voyage de Giacometti; de l'horizon et de la vie saisis depuis l'intérieur de l'atelier qui met le peintre au centre de l'univers tourbillonnant. À Cagnes, un jour, Bonnard avait dit à Geer devant un cerisier fleuri: « Chaque année quand il est en fleurs, je suis obligé de le peindre. » Ce à quoi Geer avait répondu: « J'ai vu une fois un arbre en fleurs, et c'est pour toujours. » Dialogue qui fut, plus tard, rapporté à Beckett qui le conclura d'un minimaliste: « Je n'ai jamais vu d'arbres en fleurs. » En fait, peu à peu, il scande l'espace et fragilise les couleurs qui se délavent. Pour lui comme pour Villon, avant, voire Van Gogh, la lumière du midi n'est pas un éclat qui aveugle, mais bien plus des frissons de vert, de gris et d'ocre. Une certaine fragilité qui marquera profondément les dernières œuvres du peintre.
Entre 1938 et 1944, Geer travaille les lignes, les structures qui organisent l'espace de la toile tandis que la couleur, gouaches ou reprises d'encre de Chine, est le tempo.Bonnard lui a présenté Aimé Maeght, et c'est vers lui que le peintre se tourne lorsqu'il quitte Cagnes pour Cachan. Si l'exposition de 1946 n'est pas un succès, le peintre a cependant considérablement évolué. L'exemple le plus frappant est la toile majeure de ces années d'après-guerre, Méditerranée. L’espace de la toile est agencé en formes géométriques, carrés, losanges, triangles, chacune traitée avec un soin minutieux. Le peintre se voue à la lenteur et fait naître une combinaison d'effusion, d'espace et de plénitude. Personne peu diserte, Geer avouera cependant toujours mener contre la toile une véritable « bagarre ». Il ne se décide à l’attaquer que lorsque l’idée en a pris forme et l'attaque ensuite sans relâche car, pour lui, « une toile n'est jamais finie. Si elle l'est, alors elle ne vous appartient plus. » Ainsi livre-t-il bataille sans que le fracas n’apparaisse sur le tableau. Témoigner de la fureur dans l'œuvre même, c'est à Bram que revient cette tache, principalement lorsqu'il se reconnaîtra dans les convulsions du mouvement Cobra. 
Dans les années qui suivent, sa discipline technique et formelle va s'organiser autour du thème récurrent de l'Atelier. Fenêtres ouvertes sur le monde, il procède à une sorte d'« exploration-introspection », pour reprendre l'expression de Germain Viatte. Il n'est pas le seul à appréhender l'extérieur depuis le refuge de l'intérieur: Matisse s'y adonne dans sa série Intérieurs (1947-1949), Braque aussi (Suite IX des Ateliers, 1949-1956) comme Raoul Dufy avec L'atelier de l'impasse Guelma (1951-1952) voire Picasso qui en joue avec, entre autres, Femmes d'Alger et les Ménines. Pour Geer, c'est dans cette relation qu'il peut le mieux saisir le bruissement de la vie et le restituer dans le silence. Dans une démarche entièrement concentrée sur le rapport dedans/dehors, son regard découvre des échappées vers la lumière que son pinceau s'attache à matérialiser. Ainsi les Compositions de 1947-1953 apparaissent-elles comme conquêtes de l'espace et maîtrise des lignes, le tout recentré dans l'espace de la toile, de plus en plus carrée, où les tonalités délicates, cassées, orchestrent la matérialisation. « On regarde les toiles de Geer », écrit Gaëtan Picon, « et ce lieu périphérique devient tout à coup centre, capitale: on mesure ce que peuvent la patience et la rigueur, le silence d'une quête, la lente distillation du temps, l'approvisionnement des objets. » À la fin des années 1940, l'artiste découvre les œuvres de Piet Mondrian. S'il y retrouve une commune recherche de structure d'espace, il n'ira pas plus loin sur ce chemin et ne rejoindra pas le Maître de De Stijl dans l'abstraction totale. Certes, son univers personnel intègrera l'épure, mais sans se couper totalement du réel ni laisser de côté cette dynamique de la maîtrise, du sens de la gravité et de l'équilibre qui jaillissent de toute confrontation avec la toile. En 1982, à la vue d'un petit dessin représentant un pèse-lettre, Geneviève Breerette écrira dans Le Monde que le travail de Geer est « mesure, retranchement et mouvement. »

### Conquête de l'équilibre
« Décidément, je n’y comprends rien. Elle ne fait pas de bruit. » Cette phrase de Beckett est associée à la nature des toiles postérieures à 1950. Il ne s'agit plus de rupture, mais de la patiente évolution du travail de Geer vers l'abstraction. Alors que l'époque des Ateliers comme celle des Intérieurs nourrissait la toile d'indices—une règle, un verre, un compas—au travers d'un réseau de lignes délimitant les plans, voici qu'à « l'architecture d'une profusion linéaire a succédé l'équilibre de grandes surfaces », note encore Picon. Dans sa façon d'appréhender l'abstraction et le réel, Geer donne naissance à des toiles jouant en finesse sur la dualité apparence/transparence. 
La Composition de 1950-1955 est sans doute la plus aboutie de cette période: on y lit une respiration contrôlée, une opposition des valeurs, du noir au blanc-crème, se fondant sur un extrême raffinement de la couleur mais nulle mollesse, nul affaiblissement. Tout au contraire, cette œuvre comme bon nombre d'autres à ce moment, frappe par son impact, sa rigueur et son équilibre déterminé. Depuis 1948, Geer van Velde a rejoint la Nouvelle école de Paris et son travail reflète aussi cette démarche: les fractures d'un Poliakoff renvoient, en plus tourmentées, aux structures de Geer. Si la toile d'hier, Palette et pinceaux faisait penser aux dernières toiles d'un Nicolas de Staël, celle-ci « prend en compte » le travail d'une Vieira da Silva, ses vertigineux labyrinthes ou puzzles de fines touches. Mais Geer van Velde n'appartient qu'à lui-même, et sa quête de l'émotion du visible ne sombrera jamais dans la seule « élégance ». Si l'artiste néerlandais rend certes palpable une sorte d'abandon, une douce tendresse, il n'en montre pas moins la rigueur et la tension soutenant le rêve. Dans toutes les toiles à venir—mais aussi dans les aquarelles et les gouaches où il excelle—Geer van Velde offre des plages unies où les lignes de séparations s'estompent, sont remplacées par les surfaces mêmes; où la pâte, légère, se fond en lumières d'aube, un peu comme si l'on était au début de toute couleur et qu'on la saisissait avant qu'elle ne s'épanouisse vraiment. Et, toujours, rendre tangible le mouvement. « Vers 1960 » rapporte Germain Viatte, « l'espace isotrope des formats carrés, qu'affectionne alors Geer Van Velde, concentre le regard vers le foyer d'une rotation virtuelle ».
« A soixante-douze ans », disait Geer, « on commence à comprendre quelque chose. » Effectivement, il faut tout le chemin d'une vie pour en comprendre le parcours; il faut avoir dépassé, selon le mot d'Hermann Broch, le luxe et la jeunesse des mots pour enfin découvrir la syntaxe. C'est cette belle, forte et frémissante communication désormais possible que le peintre nous lègue: « le mur devient cloison de soie, vitre d'un doux lainage, ou vitrail d'albâtre opalescent » écrit Gaëtan Picon. « Et, bien sûr, c'est le vide, la neutralité du rien, du néant de lumière qui transparait: mais il parait à travers un sensible qu'il tend à unifier sans le détruire. »
Geer van Velde a-t-il atteint la sérénité? Peut-être. Mais combien de tempêtes pour offrir cette accalmie? Et si calme il y a dans les dernières années, c'est le calme d'après les tempêtes, les orages... « En vérité », écrit Charles Estienne dans un billet-lettre de 1966, « tu n'as jamais fait -- même autrefois -- de « natures mortes »; tu n'étais que l'observateur et le maître de la vie silencieuse et maintenant on peut voir enfin, de la racine dans la terre, de l'esprit à la sommité de la fleur quelle est la saveur (...) de la plante que représente ton art de peindre... Son balancement immobile, ton chuchotement silencieux mais articulé, son silence bourdonnant. » Et de dire encore: « Tu es de ceux -- peu nombreux -- qui pour avoir osé regarder le soleil sans ombre sont devenus aveugles, et alors, pour eux, le soleil est noir; mais toi tu as continué à regarder, et de noir, le soleil est redevenu blanc -- comme la lumière dans sa totalité pure. »

## Expositions personnelles
- 1933 : La Haye, Toonzalen Corn Van der Sluys, : A.G en Geer van Velde.
- 1935 : Wassenaar, Toonkamer Zonnewende.
- 1938 : Londres, Guggenheim Jeune Gallery: Geer van Velde.
- 1942 : Nice, Galerie Muratore.
- 1946 : Paris, Galerie Maeght: Geer van Velde.
- 1948 : Paris, Galerie Maeght: Bram et Geer van Velde. New York, Samuel M. Kootz Gallery: Geer and Bram van Velde.
- 1952 : Paris, Galerie Maeght: Geer van Velde.
- 1963 : São Paulo, Museu de arte moderna: VII Bienal de São Paulo. Rio de Janeiro, Museu de arte moderna.
- 1966 : Paris, Musée Galliéra: Geer van Velde.
- 1971 : Amsterdam, Kunsthandel ML. de Boer: Geer van Velde.
- 1972 : Treigny, Château de Ratilly: Geer van Velde.

## Rétrospectives
- 1981 : La Haye, Musée municipal de La Haye : Geer van Velde -1889-1977- schilderijen en tekeningen.
- 1981-1982 : Amsterdam, Kunsthandel ML. de Boer: Geer van Velde.
- 1982 : Høvikodden (en) (Norvège) Fondation Sonja Henie- Niels Onstad: Geer van Velde. Risk-Salen (Suède), Varbergs Museum: Geer van Velde. Paris: Musée d'art moderne de la Ville de Paris: Geer van Velde -1898-1977- peintures et œuvres sur papier. Paris: Galerie Louis Carré&Cie: Geer van Velde, peintures.
- 1984 : Bonn, Galerie Pudelko: Geer van Velde, bilder, aquarelle, zeichnungen. Tokyo, Art Point Gallery: Geer van Velde.
- 1986 : Albi, Musée Toulouse-Lautrec: Geer van Velde 1898-1977.
- 1989 : Paris, Galerie Louis Carré & Cie: Geer van Velde, œuvres sur papier.
- 1991 : Sigean, Lieu d'art contemporain. Pontoise, Musée Tavet. Paris, Centre Pompidou: dessins.
- 2000 : Antibes, Musée Picasso. Colmar, Musée Unterlinden. Paris, Galerie Louis Carré & Cie.
- 2007 : Paris, Salon du collectionneur, Galerie Applicat-Prazan.
- 2008 : Fauconnières, Galerie Michèle Héritier Fine Arts.
- 2010 : Lyon, Musée des Beaux Arts : "Bram et Geer van Velde, deux frères, un nom".